# Tegenaria feminea
Tegenaria feminea är en spindelart som beskrevs av Simon 1870. Tegenaria feminea ingår i släktet husspindlar, och familjen trattspindlar. Inga underarter finns listade i Catalogue of Life.